# Perfume Livefolio
Perfume Livefolio（パフューム ライブフォリオ）は、テクノポップユニットPerfumeが出した2冊目の写真集である。

## 概要
Perfume3枚目のアルバム『⊿』のライブツアー直角二等辺三角形ツアーの写真集である。
最後のページのほうに3人の直筆メッセージが載っている。

## 特典
Perfumeが所属するアミューズのアスマートで購入するとオリジナルポスターが付いてくる。